# Andrew Bonar Law
Andrew Bonar Law (16. září 1858 – 30. října 1923) byl britský státník, člen Konzervativní strany a premiér. Narodil se v britské kolonii Nový Brunšvik a je jediným britským premiérem, který se narodil mimo území britských ostrovů. Je také předsedou vlády, který tuto funkci ve 20. století vykonával nejkratší dobu a po 211 dnech v úřadu ze zdravotních důvodů odstoupil.
Jako vůdce Konzervativní strany se zaměřil na dvě oblasti – reformu cel, kterou podporoval, a zřízení irské autonomie, jejímž byl odpůrcem. Jako vůdce opozice nemohl provádět konkrétní změny zákonů, ale jeho silná kampaň, zvláště proti irské autonomii, působila liberálům potíže v prosazení třetího návrhu zákona a jeho odložení na počátku první světové války.

## Mládí
Narodil se 16. září 1858 v rodině duchovního Jamese Lawa a jeho manželky Elizy v Novém Brunšviku. Jméno Andrew mu matka vybrala na památku po duchovním Andrewu Bonarovi, a tak se původně podepisoval A. B. Law až do třiceti let, kdy začal používat jméno A. Bonar Law.
Po smrti své první manželky se James Law znovu oženil a jeho nová manželka rozhodla, že Andrew se má přestěhovat se svou sestrou do Skotska, kde mu jeho bohatá rodina byla schopna zajistit kvalitnější vzdělání. Studoval na škole v Hamiltonu, později střední školu v Glasgowě. Po ní nastoupil jako úředník do banky, jejímž vlastníkem byla jeho rodina. Později začal navštěvovat i Glasgowskou univerzitu a účastnil se debat v glasgowské parlamentní společnosti.

## Politická kariéra
Roku 1897 byl požádán, aby kandidoval za Konzervativní stranu za Glasgowský volební obvod. Poté, co ve volbách roku 1910 ve svém obvodu zvítězil, přestěhoval se do Londýna.
Jeho první významnější příležitostí zviditelnění v parlamentu byl návrh zavést clo na dovoz některých komodit do Británie. Ve svém projevu obhajoval myšlenku protekcionismu uplatňovaného na země mimo Britské impérium i proto, že některé jiné státy jako Německo nebo Spojené státy americké uplatňovaly vysoká cla. Jeho zkušenosti v obchodu vedly Arthura Balfoura k nabídce vstoupit do jeho vlády roku 1902 jako parlamentní tajemník ministerstva obchodu, což Bonar Law přijal. Otázka, zda prosadit protekcionismus, nebo podporovat volný trh, rozdělila konzervativce a vedla v prosinci 1905 k Balfourově rezignaci na funkci premiéra.
Vůdce konzervativců Balfour začal být v rozdělené Konzervativní straně nepopulární, na konci roku 1911 došlo k volbě jejího předsedy, a ačkoli Bonar Law nebyl favoritem, vyšel z těchto voleb jako kompromisní vítěz. Jeho prvním krokem bylo jmenování některých mladých a populárních konzervativců do čela strany a reorganizace strany. Roku 1912 se mu podařilo usmířit obě znepřátelená křídla strany a dosáhnout sjednocení. Vytyčil hlavní směry politiky konzervativců – kritiku liberální vlády, referendum ohledně irské autonomie, reformu cel a podporu ulsterských unionistů ve snaze nebýt poškozeni irskou autonomií. Po vypuknutí první světové války se sešel s vůdcem Liberální strany H. H. Asquithem a dohodli se na odložení sporů nad irskou autonomií a podpoře obrany země.

## Premiér
V poválečném období se začaly projevovat v koalici rozpory podporované odhalenou korupcí v souvislosti s udělováním šlechtických titulů. Na jednání poslanců za konzervativní stranu konaném 19. října 1922 v Charlton Clubu bylo rozhodnuto o rozpuštění koalice s liberály. Austen Chamberlain, který převzal roli vůdce konzervativců v době, kdy byl Bonar Law nemocen, rezignoval na tuto funkci a Lloyd George odstoupil z funkce premiéra. Bonar Law převzal obě pozice 23. října 1922.
Parlament byl vzápětí rozpuštěn a byly vypsány nové volby, v nichž Konzervativní strana získala pohodlnou většinu. Jedním z hlavních problémů, které musela jeho vláda řešit, byly dluhy mezi jednotlivými státy aliance. Británie dlužila Spojeným státům a naopak Francie a Itálie dlužily Británii. Předchozí vláda slíbila, že nebude požadovat od svých dlužníků větší částky, než které bude platit Spojeným státům. Nezkušený ministr financí Stanley Baldwin na cestě do USA souhlasil s ročními splátkami dluhu ve výši 40 miliónů liber ročně, místo původně navržených 25 miliónů, což byla částka, kterou považovala Británie za ekonomicky přiměřenou. Tuto informaci zveřejnil po svém příjezdu bez toho, aby ji konzultoval s vládou. Poté Bonar Law navrhl svou demisi, ale starší ministři vlády ho přesvědčili, aby své rozhodnutí změnil.

## Pozdní období
Brzy nato mu byla diagnostikována rakovina jícnu, a protože nebyl schopen v parlamentu hovořit, 22. května 1923 rezignoval.
Zemřel krátce nato 30. října téhož roku a byl pohřben ve Westminsterském opatství.
Byl předsedou britské vlády s nejkratším funkčním obdobím ve 20. století a často je označován jako neznámý premiér (označení pocházející z Asquithovy poznámky na jeho pohřbu o pohřbu neznámého premiéra vedle hrobu neznámého vojína).